# Tampa Bay Buccaneers 1980
La stagione 1980 dei Tampa Bay Buccaneers è stata la 5ª della franchigia nella National Football League. Sull'onda dell'entusiasmo per avere raggiunto a sorpresa la finale della NFC dell'anno precedente, la stagione iniziò con ottimismo. Dopo una vittoria nei playoff solamente al loro quarto anno, i Buccaneers vennero considerati un tale modello da imitare che l'expansion team della NBA, i Dallas Mavericks, adottò una strategia di costruzione simile alla loro. Dopo aver vinto le prime due gare, inclusa la rivinta sui Los Angeles Rams che li avevano eliminati dai playoff, la squadra sembrò pronta per imporsi come una forza della lega. Tuttavia tale ottimismo svanì presto, quando l'attacco fu meno produttivo del previsto e la difesa iniziò a faticare. Una raffica di infortuni in difesa costrinse la squadra ad inserire giocatori non all'altezza e la stagione terminò con un deludente bilancio di 5-10-1. Al 2013, in questa stagione vi è stato l'unico pareggio della storia della franchigia.

## Scelte nel Draft 1980
|  | = Pro Bowler |

| Scelta | Giro              | Giocatore       | Ruolo          | College              |
| 22     | 1                 | Ray Snell       | Guard          | Wisconsin            |
| 49     | 2                 | Kevin House     | Wide Receiver  | Southern Illinois    |
| 76     | 3                 | Scot Brantley   | Linebacker     | Florida              |
| 102    | 4 (da Washington) | Larry Flowers   | Defensive Back | Texas Tech           |
| 186    | 7                 | Jim Leonard     | Guard          | Santa Clara          |
| 213    | 8                 | Derrick Goddard | Defensive Back | Drake                |
| 240    | 9                 | Gerald Carter   | Wide Receiver  | Texas A&M            |
| 267    | 10                | Andy Hawkins    | Linebacker     | Texas A&M-Kingsville |
| 275    | 10 (da San Diego) | Brett Davis     | Running Back   | UNLV                 |
| 299    | 11                | Terry Jones     | Defensive End  | Central State (OK)   |
| 326    | 12                | Gene Coleman    | Defensive Back | Miami (FL)           |

## Calendario
| Stagione regolare |            |                        |             |      |                          |     |          |        |
| Turno             | Data       | Avversario             | Risultato   | Ora  | Stadio                   | TV  | Pubblico | Record |
| 1                 | 7/9/1980   | at Cincinnati Bengals  | V 17–12     | 1:00 | Riverfront Stadium       | CBS | 35,551   | 1–0    |
| 2                 | 11/9/1980  | Los Angeles Rams       | V 10–9      | 9:00 | Tampa Stadium            | ABC | 66,576   | 2–0    |
| 3                 | 21/9/1980  | at Dallas Cowboys      | S 28–17     | 4:00 | Texas Stadium            | CBS | 62,750   | 2–1    |
| 4                 | 28/9/1980  | Cleveland Browns       | S 34–27     | 1:00 | Tampa Stadium            | NBC | 65,540   | 2–2    |
| 5                 | 6/10/1980  | at Chicago Bears       | S 23–0      | 9:00 | Soldier Field            | ABC | 61,350   | 2–3    |
| 6                 | 12/10/1980 | Green Bay Packers      | P 14–14 DTS | 1:00 | Tampa Stadium            | CBS | 64,854   | 2–3–1  |
| 7                 | 19/10/1980 | at Houston Oilers      | S 20–14     | 4:00 | Houston Astrodome        | CBS | 48,167   | 2–4–1  |
| 8                 | 26/10/1980 | at San Francisco 49ers | V 24–23     | 4:00 | Candlestick Park         | CBS | 51,925   | 3–4–1  |
| 9                 | 2/11/1980  | New York Giants        | V 30–13     | 1:00 | Tampa Stadium            | CBS | 68,256   | 4–4–1  |
| 10                | 9/11/1980  | Pittsburgh Steelers    | S 24–21     | 1:00 | Tampa Stadium            | NBC | 71,636   | 4–5–1  |
| 11                | 16/11/1980 | at Minnesota Vikings   | S 38–30     | 2:00 | Metropolitan Stadium     | CBS | 46,032   | 4–6–1  |
| 12                | 23/11/1980 | Detroit Lions          | S 24–10     | 1:00 | Tampa Stadium            | CBS | 64,976   | 4–7–1  |
| 13                | 30/11/1980 | at Green Bay Packers   | V 20–17     | 2:00 | Milwaukee County Stadium | CBS | 54,225   | 5–7–1  |
| 14                | 7/12/1980  | Minnesota Vikings      | S 21–10     | 1:00 | Tampa Stadium            | CBS | 65,649   | 5–8–1  |
| 15                | 14/12/1980 | at Detroit Lions       | S 27–14     | 4:00 | Pontiac Silverdome       | CBS | 77,098   | 5–9–1  |
| 16                | 20/12/1980 | Chicago Bears          | S 14–13     | 4:00 | Tampa Stadium            | CBS | 55,298   | 5–10–1 |